# Латвийска академия за култура
Латвийската академия за култура (на латвийски: Latvijas Kultūras akadēmija), съкратено LKA или LKuA, е държавно висше учебно заведение в Рига, специализирано за академично и професионално образование в областта на културата.

## История
Идеята за създаване на отделна Латвийска академия за култура е изразена на Латвийския културен форум през март 1990 г. След Декларацията на Върховния съвет на Латвийската ССР относно възстановяването на независимостта на Република Латвия от 4 май 1990 г., един от лидерите на Латвийския народен фронт – ръководител на социологическия отдел на Латвийския университет, Петерис Лакис, изразява идеи за създаване нов университет за култура.
На 29 декември 1990 г. е прието Решение № 243 на Министерския съвет на Република Латвия – „За създаването на Латвийската академия за култура“. Университетът е създаден на базата на Института за обучение на работници в културата и Рижското техническо училище за културни и образователни работници (по-късно Латвийско училище за култура), а Петерис Лакис е назначен за ректор на Академията. Заедно с Янис Силинш, ръководител на отдела за културно образование на Латвийската консерватория „Язепс Витолс“, проектират учебните програми и решават организационни, материални и финансови проблеми.
Университетът се разполага в сградата на бившия Институт за квалификация на културните работници на Министерството на културата на улица „Ludzas“ 24 в Рига. През есента на 1990 г. 63 студенти започват обучението си в бакалавърската програма. Магистърската програма започва през 1996 г., а през 1999 г. са приети първите аспиранти за докторската програма на университета.
През 2009 г. като структурни подразделения на университета са добавени театралният музей „Едуард Смилга“ и Рижският филмов музей, а през 2012 г. Латвийският колеж по култура.
През 2012 г. приключва и реконструкцията на учебната сграда на театъра на Академията за култура на улица Дзирнаву, откривайки нови творчески дейности и възможности за обучение на студентите.

## Ректори
- Петерис Лакис – философ (1990 – 2003);
- Янис Силинш – театрален учен (1990 – 2014);
- Рута Муктупавела – културен антрополог и музикант (2014 – ).